# دبابة قتال رئيسية

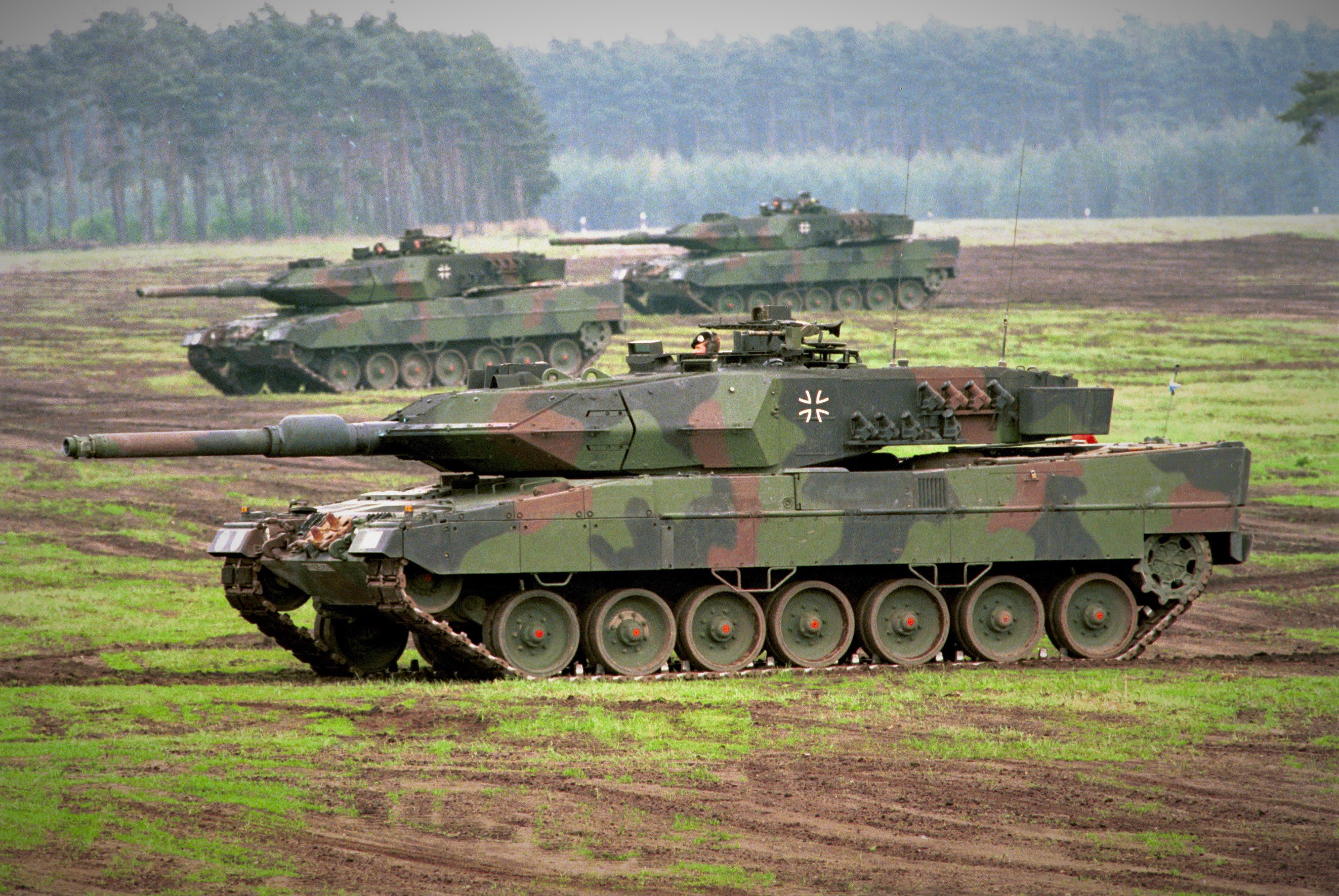
دبابة قتالية من طراز ليوبارد 2 تابعة للجيش الألماني.

دبابة القتال الرئيسية (أو دبابة المعارك الرئيسية) هي نوع من أنواع الدبابات والتي تقوم بالواجبات القتالية من إطلاق النار وذلك ضمن الجيوش الحديثة. يعد تصنيف الدبابات على أساس أداء المهام تصنيفاً حديثاً، الهدف منه استبدال التصنيف القائم حسب الوزن والذي كان يصنف الدبابات إلى دبابة خفيفة ومتوسطة وثقيلة ودبابة فائقة الثقل.
تطورت الدبابات القتالية أثناء الحرب الباردة مع تطور الدروع المركّبة خفيفة الوزن. في الوقت الحالي، تعد الدبابات القتالية مكوّناً أساسياً في الجيوش الحديثة. من النادر أن تشغّل الدبابات القتالية الحديثة وحدها، حيث أنها تستخدم ضمن وحدات مسلّحّة مدعومة بقوّات من المشاة، والذين يمكن أن يكونوا في مركبات المشاة القتالية. من قوات الدعم الأخرى للدبابات القتالية كل من طائرات المراقبة والطائرات الهجومية.